# Franc-maçonnerie durant la Commune de Paris

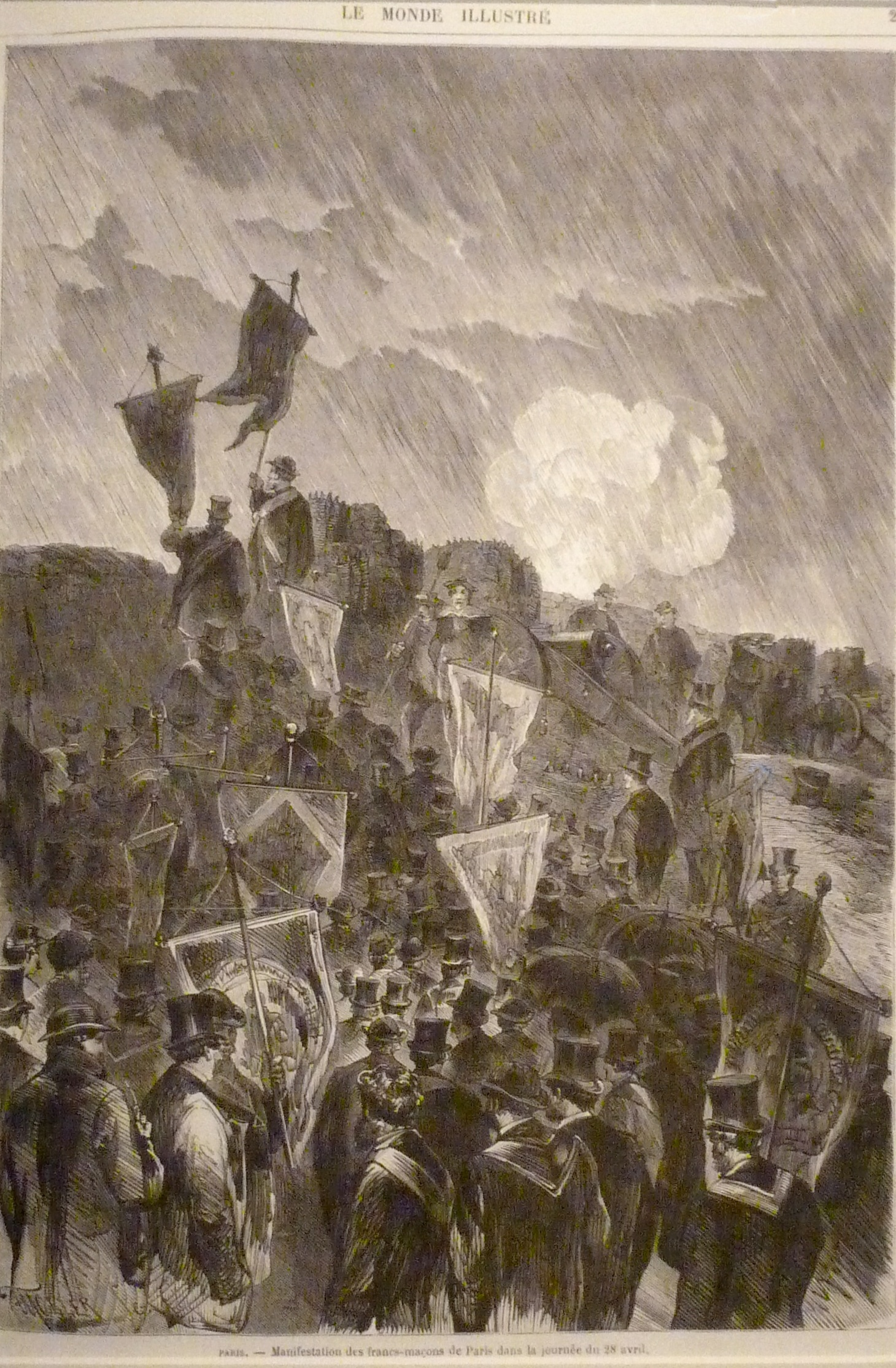
: manifestation pacifiste de francs-maçons sur les fortifications à Porte Maillot pour demander l'arrêt des bombardements de Paris et l'ouverture de négociation. Gravure de F. Moller.

La franc-maçonnerie durant la Commune de Paris, sans se diviser ouvertement, a des engagements et des attitudes diverses. Des francs-maçons font le choix de s'engager dans les rangs fédérés et prennent part au combat contre les forces gouvernementales, d'autres tentent de concilier les parties pour mettre un terme à l'affrontement. Les obédiences en tant qu'institution ne soutiennent pas l'insurrection et finissent par la condamner ouvertement à l'issue de la Semaine sanglante et de la défaite des Communards.

## 1862 - 1870: évolution des obédiences maçonniques françaises
Une grande partie des francs-maçons qui prennent part à la Commune de Paris ou qui tentent d'éviter une guerre civile, ont rejoint les rangs des obédiences maçonniques françaises entre 1865 et 1870, période de profonde mutation. Les sujets trop politiques sont interdits dans les loges qui concentrent leurs travaux sur les questions sociales ou religieuses : l'abolition de la peine de mort, l'union libre, le suicide ou encore le divorce et le rôle social de la femme. Des francs-maçons travaillent au développement des mutuelles ou des coopératives ; quelques loges adhèrent à la jeune Ligue de l'enseignement créée par Jean Macé où s'organisent des débats autour de l'utilité première d'une école gratuite et obligatoire, puis laïque. Les attaques du pape Pie IX dans l'encyclique Quanta Cura et Syllabus, ainsi que son allocution en consistoire qui regrette que la « secte maçonnique » ne soit pas anéantie, l'accusant de conspirer contre l'Église favorise dans les loges une réelle montée de l’anticléricalisme déjà présent depuis la Restauration. Les convents du Grand Orient de France de 1870 dont la tendance à la politisation s'accentue, soumettent l’idée de la création d'un « anticoncile maçonnique » pour répondre à celui du Vatican et pour édicter les principes de droits universels. Ce convent porte à la tête de l'ordre le républicain Léonide Babaud-Laribière.
Seconde obédience française, le Suprême Conseil de France est dirigé par Guillaume Viennet à partir de 1860. Ce dernier bénéficie d'une grande popularité au sein de son ordre pour s'être opposé avec succès à la tentative d’absorption du Grand Orient de France. Toutes les discussions politiques ou religieuses sont statutairement interdites. Tout en étant estimé, Guillaume Viennet est toutefois critiqué pour avoir voté contre l'admission d'Émile Littré à l'Académie française en 1863. Dans les années 1865-1870, le Suprême Conseil suit une évolution identique au Grand Orient. La quarantaine de loges du Suprême Conseil sont principalement parisiennes et peu implantées en province. Elles sont très actives et parfois plus offensives que celles du Grand Orient. Les loges abritent aussi un fort courant radical avec Henri Brisson, Charles Floquet, Camille Raspail et Gustave Mesureur.

## Historique 1871 - 1872

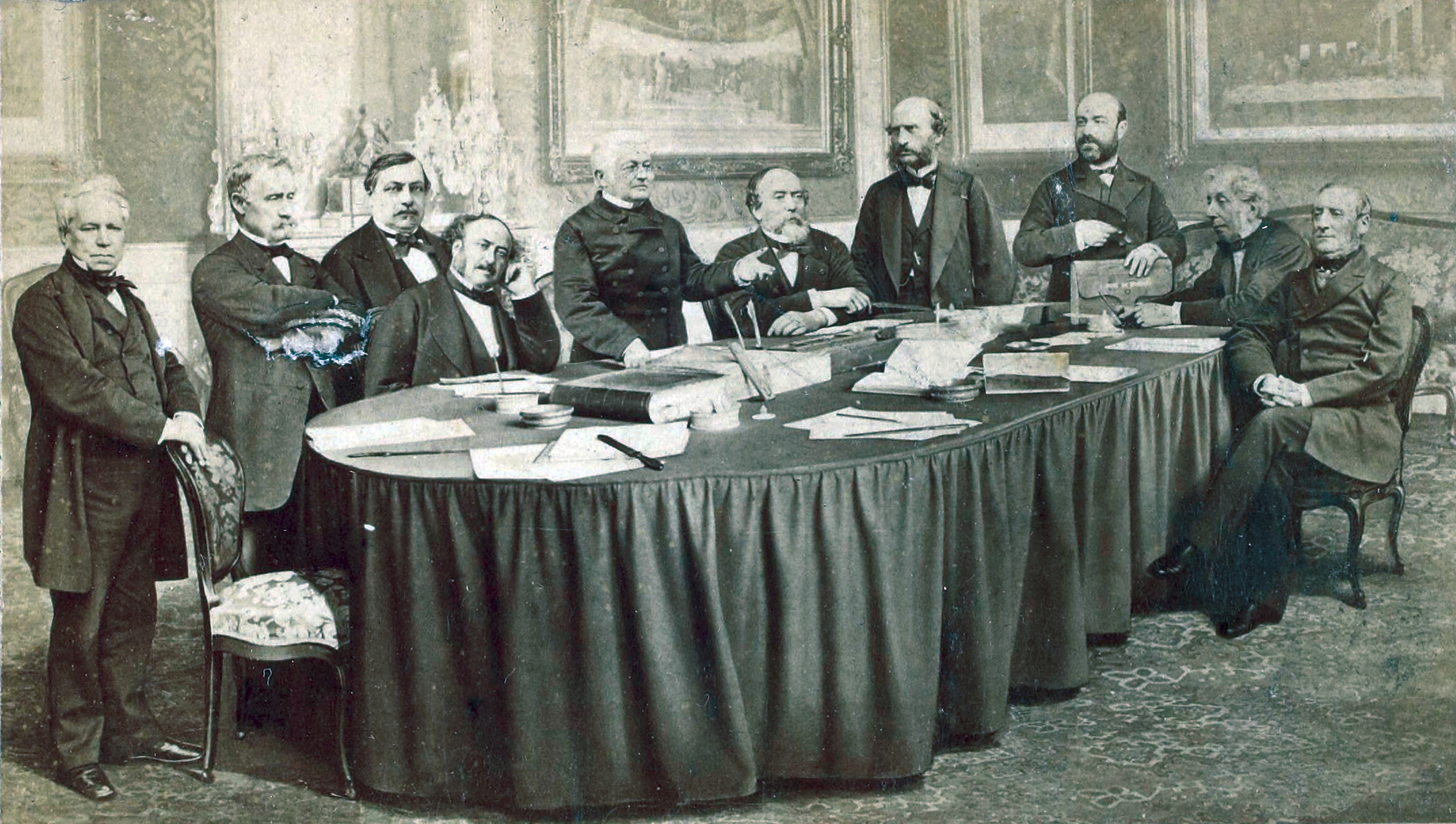
Ministère de 1872, présidé par M. Thiers, à Versailles.

Albert Lantoine dans son ouvrage de 1925, Histoire De La franc-maçonnerie française : la franc-maçonnerie dans L'État, qualifie la participation des francs-maçons à la Commune de Paris comme un phénomène sans importance historique pour la franc-maçonnerie, les obédiences n'y prenant aucune part.
Des francs-maçons vont se retrouver dans chaque camp : à l'image de Louis Blanc qui désavoue l'insurrection, les hommes politiques francs-maçons se rangent pour une grande majorité du côté du pouvoir. Cependant, une partie des francs-maçons parisiens sont sympathisants ou partisans de la Commune, à l'instar de Félix Pyat ou Jules Vallès et s'engagent dans les combats. L'insurrection commence le 18 mars 1871, le gouvernement conduit par Adolphe Thiers ainsi que le maire de Paris, Jules Ferry, accompagnés de nombreuses troupes et de fonctionnaires, quittent Paris pour Versailles. Les élus parisiens comptent dans leur rang entre 18 et 24 francs-maçons sur 86. Une fraction souhaite intégrer la Commune, une autre amenée par Charles Floquet se veut uniquement conciliatrice entre Versailles et Paris. Deux opinions s'affichent clairement dans la franc-maçonnerie, celle des loges qualifiées « d'avancées » essentiellement parisiennes et celle des loges qui restent légalistes.
Il ressort de la documentation historique que deux conceptions de la franc-maçonnerie, sans s'affronter ouvertement, ont agi durant la Commune. Une partie des membres, principalement parisiens, qui adhèrent à l'idée que les francs-maçons doivent être à l'avant-garde des mouvements sociaux pour être le fer de lance de l'évolution de la société, soutiennent ou participent à l'insurrection. Une autre partie, qui respecte le choix individuel de ses membres, tout en les invitant à se limiter à des actions humanitaires et conciliatrices, se tient à l'écart. La documentation révèle aussi une différence politique entre les loges parisiennes et celles de province. Les obédiences n'ont en général pas pris parti en tant qu'institutions et sont restées légalistes. Pourtant, les francs-maçons, et parfois les loges, ont participé aux événements selon leurs convictions,.

### Mars

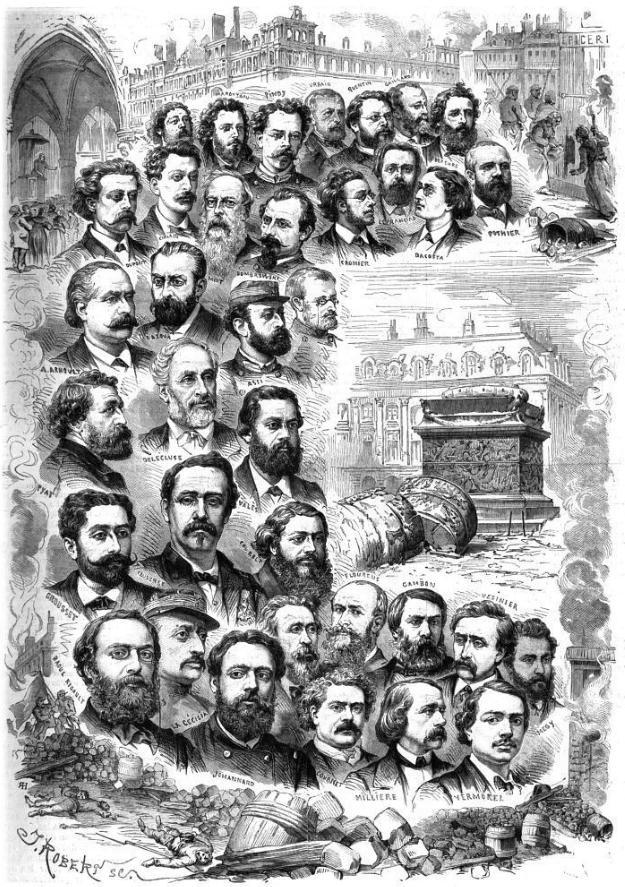
Les hommes de la Commune.

Le 25 mars, un jour avant les élections, le Comité central de la Garde nationale lance auprès des Parisiens un appel à la vigilance et à la réflexion avant d’élire leurs représentants. Les élections sont organisées le 26 mars pour désigner les 92 membres du Conseil de la Commune. Vingt des élus du Conseil de la Commune sont des francs-maçons,.

### Avril
Le 29 avril 1871, une manifestation pacifiste de francs-maçons a lieu dans Paris. Le cortège termine à la Porte Maillot, où des bannières sont plantées au sommet des fortifications, afin de demander à l'Armée de Versaillais d'arrêter les bombardements de la ville et l'ouverture de négociation. Une délégation se rend à Versailles et se heurte au refus catégorique d'Adolphe Thiers.